# L'Atelier du Chocolat
L’Atelier du Chocolat est une entreprise française de chocolaterie fondée en 1951 par Joseph et Madeleine Andrieu et établie à Bayonne. L’atelier de fabrication principal de la marque est également un musée.

## Histoire
Joseph et Madeleine Andrieu ouvrent leur pâtisserie-chocolaterie-glacier-traiteur à Bayonne en 1951. En 1982, leur fils Serge Andrieu et son épouse reprennent la direction de l’entreprise. En 1995, en s'inspirant des compressions de voiture du sculpteur César, il a l’idée de « travailler le chocolat à la manière de plaques métalliques » et invente le bouquet de chocolat, une confiserie à l'allure de bouquet où des lamelles de chocolat remplacent les fleurs, qui rencontre un succès commercial rapide. L'entreprise se développe jusqu'à atteindre 150 salariés et 40 boutiques en 2014, dont une au Qatar ouverte en décembre 2013. Une des raisons de ce succès est la stratégie marketing : la vente de chocolat est mise en scène, le chocolat étant travaillé en boutique devant les clients.
En juillet 2019, d'après son partenaire Bpifrance, l’Atelier du Chocolat compte 35 ateliers-boutiques en France et emploie 150 personnes, dont 50 à la maison mère et dans son atelier central. Le chiffre d’affaires est de 9,6 millions €.

## Produits
En plus du bouquet de chocolat, l'entreprise affirme en 2011 être la seule en France à commercialiser des sujets de Pâques moulés en praliné.

## Musée
En 2006, la famille Andrieu créé un musée dans son atelier central de Bayonne. Consacré à l’histoire du cacao et à la transformation du chocolat, il expose notamment d’anciennes machines à travailler le cacao et des cacaoyers dans un décor de jungle tropicale. Il accueille en moyenne vingt-cinq mille visiteurs par an.

Il est l'un des deux musées du chocolat de la côte basque avec le musée Puyodebat de Cambo-les-Bains (un troisième musée à Biarritz ayant fermé en 2018),.

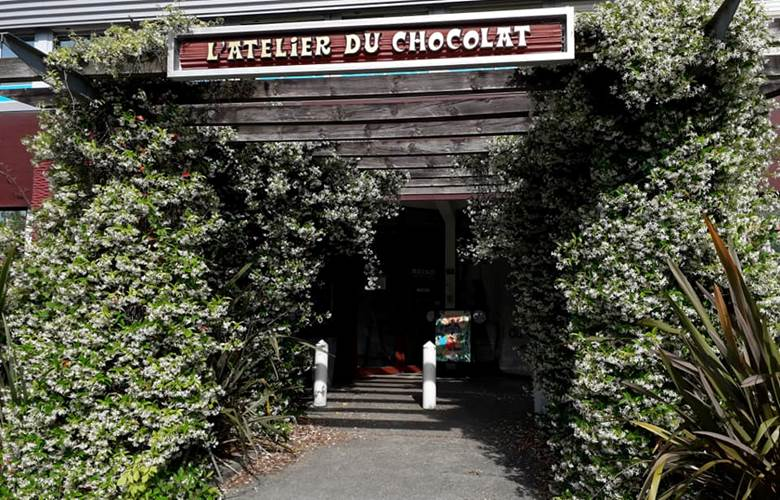
Entrée du musée de l'Atelier du chocolat.
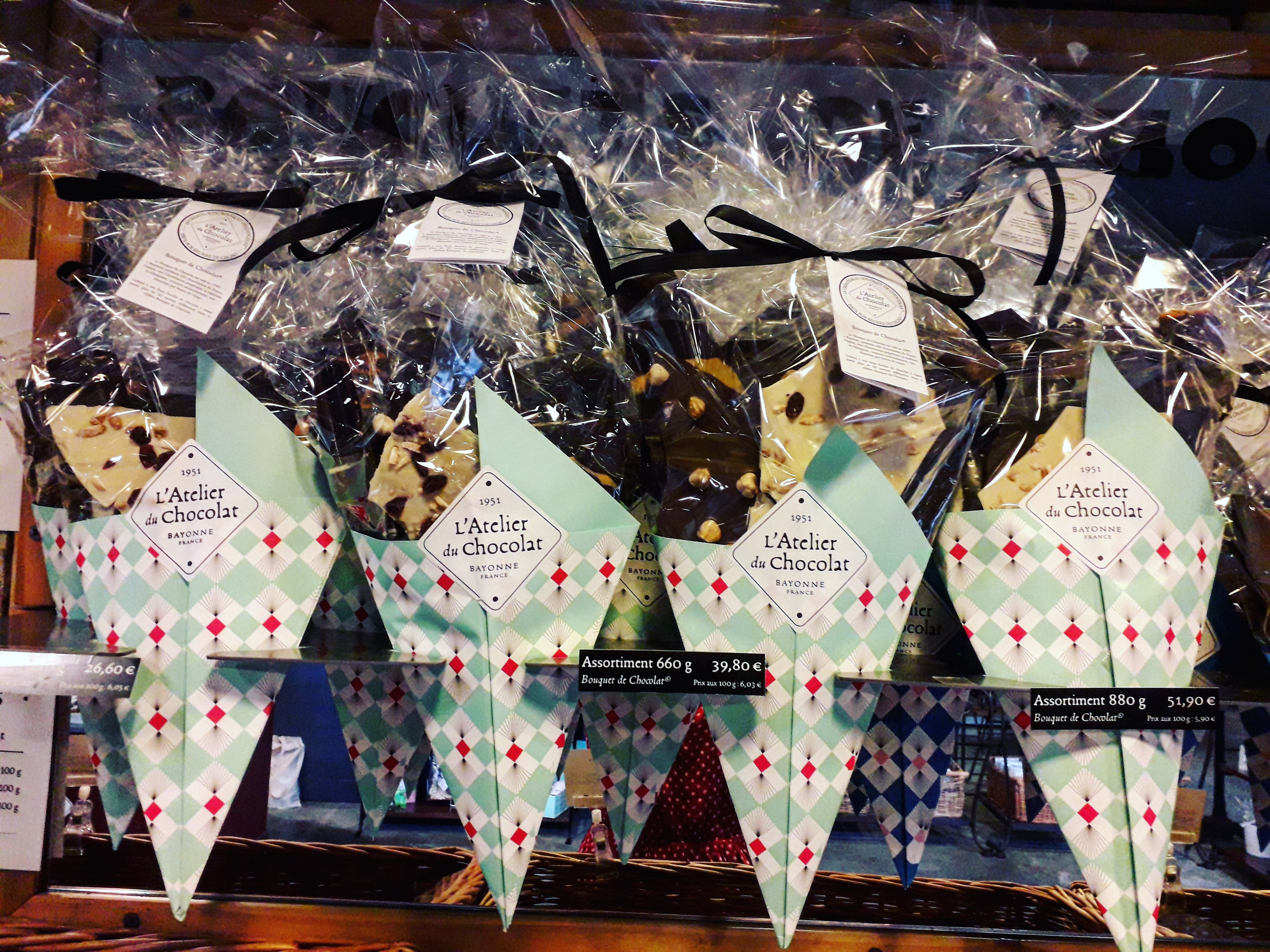
Le Bouquet de Chocolat créé par Serge Andrieu en 1995.
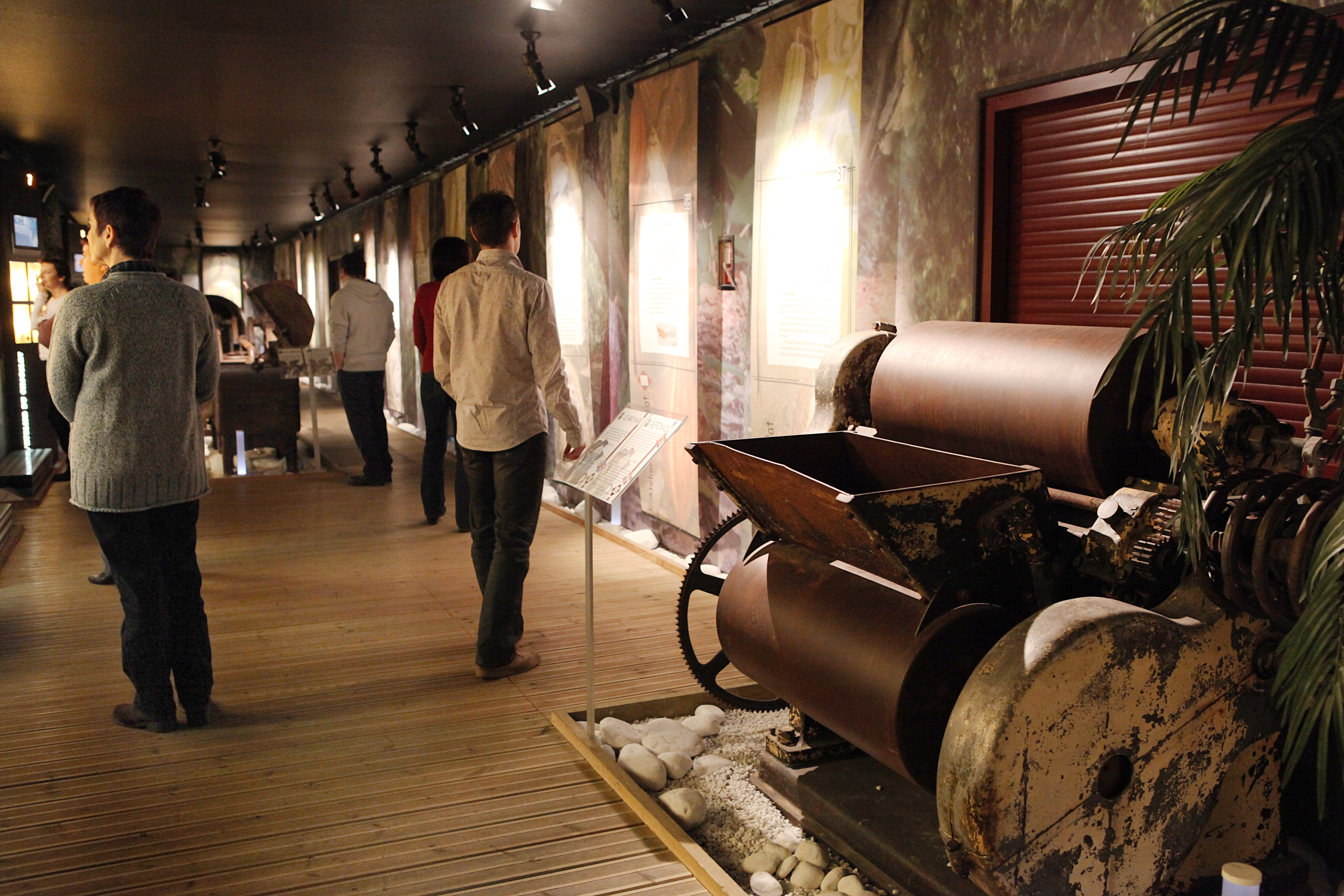
Machines à travailler le cacao au musée du chocolat.
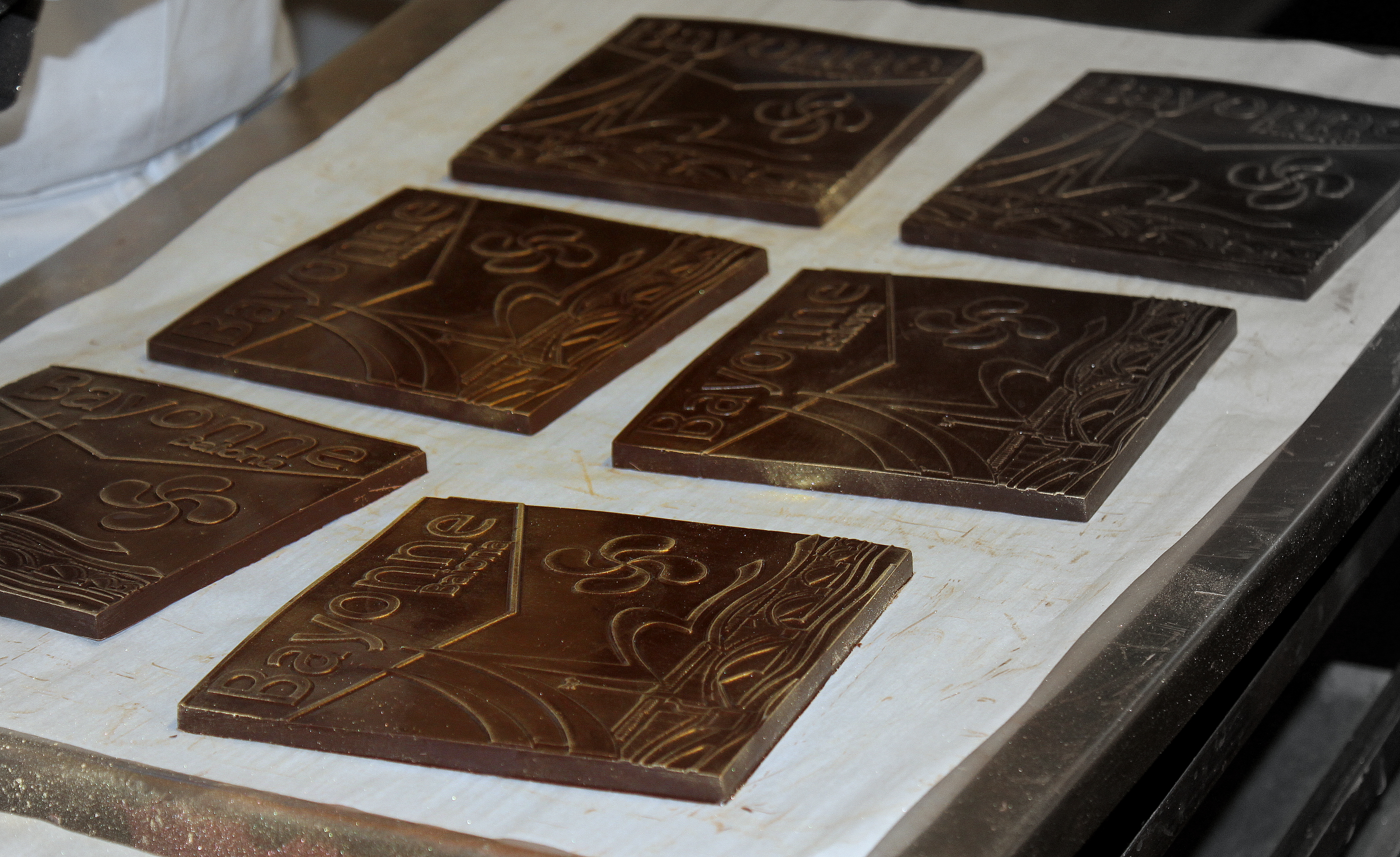
Confection des carrés en chocolat noir à l’effigie de la ville de Bayonne.
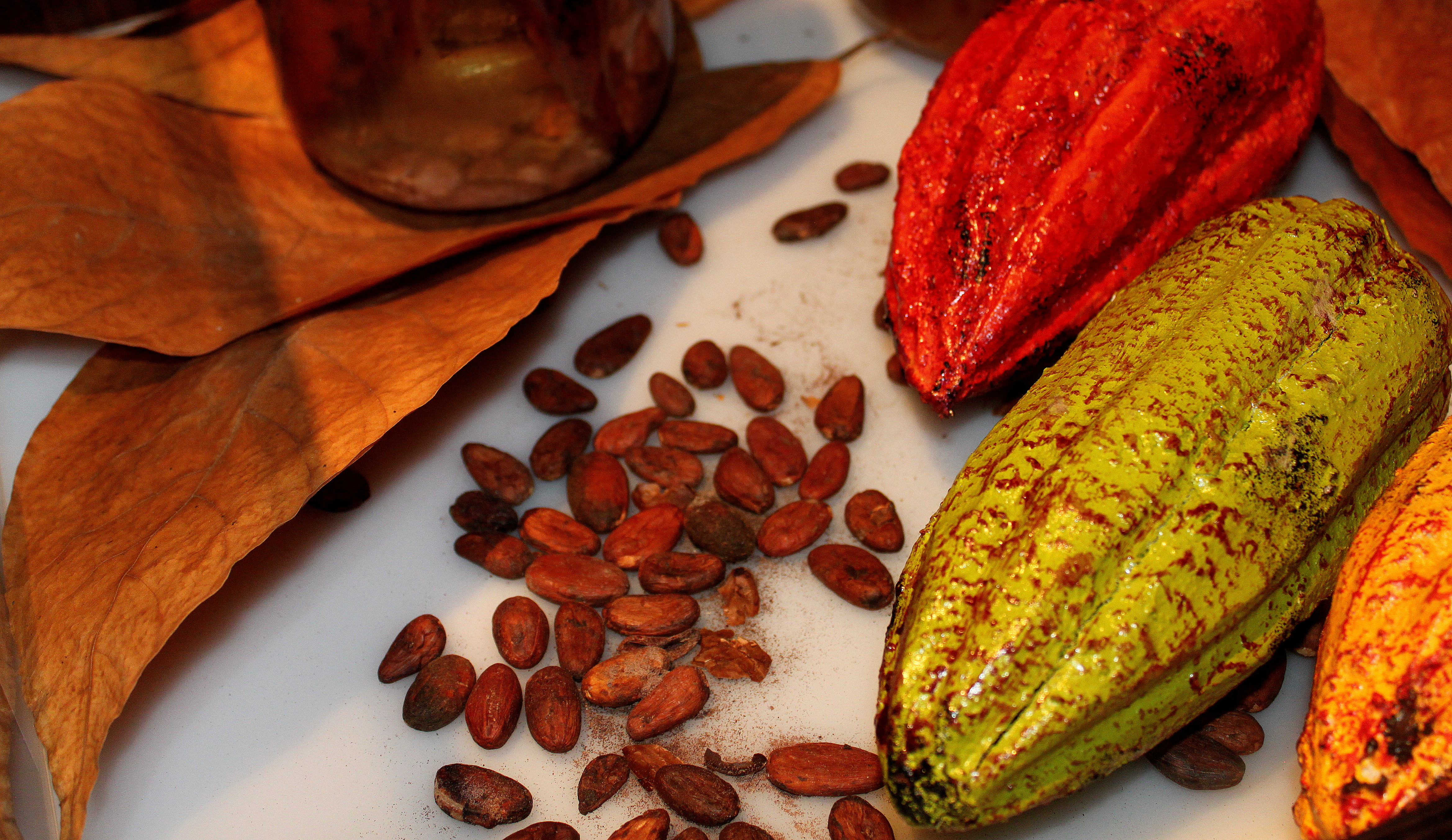
Fèves de cacao exposées au musée du chocolat.